# Sirevåg Station
Sirevåg Station (Sirevåg holdeplass) er en jernbanestation på Jærbanen, en del af Sørlandsbanen, der ligger i byområdet Sirevåg i Hå kommune i Norge. Den består af et spor og en perron med en tidligere stationsbygning i gråmalet træ.
Stationen åbnede som trinbræt 13. december 1879, året efter åbningen af Jærbanen. Oprindeligt hed den Store Sirevaag, men navnet blev ændret til Store Sirevåg i april 1921 og til Sirevåg i april 1935. Den blev opgraderet til holdeplads omkring 1904. Omkring 1969 blev den gjort ubemandet, og 27. maj 1990 blev den nedgraderet til trinbræt igen.